# トッレヴェッキア・テアティーナ
トッレヴェッキア・テアティーナ（イタリア語: Torrevecchia Teatina）は、イタリア共和国アブルッツォ州キエーティ県にある、人口約4,200人の基礎自治体（コムーネ）。

## 地理

### 位置・広がり

#### 隣接コムーネ
隣接するコムーネは以下の通り。
- キエーティ
- フランカヴィッラ・アル・マーレ
- リーパ・テアティーナ
- サン・ジョヴァンニ・テアティーノ